# Shraga Bar
Shraga Bar (24 de março de 1948) é um ex-futebolista israelense, que defendeu a Seleção Israelense de Futebol na Copa do Mundo FIFA de 1970.

## Carreira
Na equipe azul e branca, Bar atuou durante quatro anos, e em clubes, se destacou no Maccabi Netanya, onde atuou de 1964 a 1978.
Bar se aposentou precocemente, aos 31 anos de idade, atuando pelo Hapoel Ramat Gan.